# Mia Tomlinson
Mia Tomlinson (31 de mayo de 1995) es una actriz británica. En televisión, es conocida por sus papeles en el thriller de BritBox The Beast Must Die (2021) y como Anne Bonny en la docuserie de Netflix The Lost Pirate Kingdom (2021). Tiene un próximo papel en la película de terror The Conjuring: Last Rites (2025).

## Primeros años y educación
Tomlinson creció en West Hampstead, al norte de Londres, siendo la mayor de tres hijos de Nichole Rees, fotógrafa, y de Marcus Tomlinson, director y artista visual que ha trabajado con diseñadores de moda como Philip Treacy.
Asistió a la escuela primaria Fitzjohn's y luego a la escuela North Bridge House. Se graduó en el King's College de Londres con un título en inglés y francés.

## Carrera
El primer papel importante de Tomlinson llegó en 2021, cuando fue elegida para protagonizar la serie documental de Netflix The Lost Pirate Kingdom como la famosa pirata Anne Bonny. También tuvo un papel protagónico en The Beast Must Die como Lena en 2021.
En septiembre de 2024, se anunció que Tomlinson protagonizaría un papel protagónico como Judy Warren, la hija de Ed y Lorraine Warren, junto a Ben Hardy en la próxima película de terror The Conjuring: Last Rites, que se estrenará en septiembre de 2025.

## Filmografía

### Cine
| Año  | Título                    | Director           | Papel       | Nota         |
| ---- | ------------------------- | ------------------ | ----------- | ------------ |
| 2023 | Bandits                   | Nick Alexander     | Maggie      | Cortometraje |
| 2024 | The Mediator              | Dean Leon Anderson | Olivia      | Cortometraje |
| 2025 | The Conjuring: Last Rites | Michael Chaves     | Judy Warren | [ 9 ]        |
| TBD  | Aubergenfeld              | John Jenkinson     | Sophie      | [ 10 ]       |

### Televisión
| Año       | Título                  | Papel      | Nota               |
| --------- | ----------------------- | ---------- | ------------------ |
| 2020-2021 | The Beast Must Die      | Lena       | Serie; 5 episodios |
| 2021      | The Lost Pirate Kingdom | Anne Bonny | Serie; 6 episodios |

### Podcast
| Año       | Título                                     | Plataforma | Nota        |
| --------- | ------------------------------------------ | ---------- | ----------- |
| 2023-2024 | Doctor Who: The Eleventh Doctor Chronicles | BBC        | 5 episodios |